# Wilder Kasten
Der Wilde Kasten ist ein 2542 m ü. A. hoher Berg in der Peischelgruppe der Allgäuer Alpen in Tirol. 

## Lage und Umgebung
In der Peischelgruppe ist er der zweithöchste Gipfel. Seine Nachbargipfel sind im Westen die Peischelspitze und im Osten die Wildmahdspitze.

## Besteigung
Der Wilde Kasten kann pfadlos über den Südgrat aus Oberellenbogen in ca. 4,5 Stunden bestiegen werden. Der Weg führt zunächst über eine Forststraße und später auf einem Steig durch steiles bewaldetes Gelände auf die Sattelebene. Von dort geht es auf Steigspuren ins Peischelkar und später weglos zum Südrücken des Gipfelaufbaus, der in alpiner Schwierigkeit UIAA I überwunden wird.